# Viola egglestonii
Viola egglestonii — вид квіткових рослин з родини фіалкових. Це багаторічна рослина, що поширена на сході США (Алабама, Джорджія, Індіана, Кентуккі, Теннессі).

## Середовище проживання
Населяє вапнякові болотисті місця та пустища; на висотах 100–200 метрів.

## Біоморфологічна характеристика
Це багаторічна рослина 5–20 см заввишки, без столонів, без стебел; кореневище товсте, м'ясисте. Листки прикореневі, 3, від розпростертих до висхідних; прилистки лінійно-ланцетні, краї цілісні, верхівка загострена; листкові ніжки 1.5–7 см, зазвичай голі; найраніші листові пластини ± дельтасті чи 3-лопатеві, середньостиглі пластинки 5–9-лопатеві, 1–9 × 1–10 см, середня частка від ланцетної або лопатчатої до вузько-яйцеподібної, бічні частки від ланцетної або лопатчатої до серпоподібної, краї пилчасті, іноді з дельтовидними або серпоподібними відростками чи зубцями, війчасті, верхівка гостра, поверхні зазвичай голі, рідко запушені. Квітконоси 2–15 см, зазвичай голі, рідше запушені. Квітки: чашолистки від ланцетних до яйцеподібних, краї війчасті чи ні; пелюстки від світло- до темно-синьо-фіолетових на обох поверхнях, нижні три і іноді верхні дві білі в основі, нижні три з темнішими фіолетовими прожилками, бічні дві з густою бородою, нижня 10–15 мм, шпорець зазвичай бузковий, 2–3 мм. Коробочки еліпсоїдні, 11–14 мм, голі. Насіння бежеве, плямисте до бронзового, 2–3 мм. 2n = 54. Цвітіння: березень – травень.